# Spring Valley (Califórnia)
Spring Valley é uma Região censo-designada localizada no estado americano da Califórnia, no Condado de San Diego.

## Demografia
Segundo o censo americano de 2000, a sua população era de 26.663 habitantes.

## Geografia
De acordo com o United States Census Bureau tem uma área de 19,2 km², dos quais 18,7 km² cobertos por terra e 0,5 km² cobertos por água.

## Localidades na vizinhança
O diagrama seguinte representa as localidades num raio de 8 km ao redor de Spring Valley.